# Elegia latina
L'elegia latina è una distinta forma della poesia lirica della letteratura in lingua latina. Il carattere dell'elegia latina è generalmente interpretata come un canto di lamento (Ovidio la definisce elegiae flebile carmen nelle Heroides).

## Storia
La grande elegia romana prende le mosse dall'imitazione dell'elegia mitologica ellenistica, in particolare da Callimaco, Antimaco di Colofone e Filita di Cos: conteneva elementi autobiografici e collegamenti velati tra le peripezie di eroi del mito e le vicende personali del poeta.
Questa connotazione non è però pacifica: l'elegia latina sviluppò tale aspetto, conservando però la generalizzazione della storia personale. Inoltre l'elegia latina diede spazio ad elementi assorbiti da altri generi letterari, come la commedia, l'epigramma, la tragedia, la poesia pastorale.

### Origini arcaiche e poesia neoterica
(Cat., Carmina XCV, 9)
Le origini dell'elegia latina costituiscono un problema su cui fin dall'inizio del XX secolo si è misurata la critica letteraria per definire i rapporti della poesia augustea con quella catulliana e con l'epigramma greco. Oggi, seguendo la via segnata da Wilamowitz e Funaioli si preferisce evidenziare la maggiore soggettività dei poeti latini già a partire da Catullo, e la commistione di generi ereditata dall'analoga tendenza della letteratura alessandrina.
Si possono inoltre ipotizzare tramite il confronto con l'elegia greca degli antecedenti preletterari dell'elegia, rintracciabili nei carmina convivalia e nelle laudationes militari, che richiamano i paralleli contesti della lirica greca arcaica. Così come questa derivò i suoi metri e il suo linguaggio dall'epica omerica, anche la letteratura latina affonda nelle sue tradizioni guerriere sia l'epica che l'elegia: il distico elegiaco appare in latino già nell'epigramma funerario attribuito ad Ennio.
Ma l'elegia di stampo ellenistico fece il suo ingresso a Roma tramite la generazione dei Poetae novi.
In essi l'apparato di conoscenze legate alla mitologia diversamente dai predecessori orientali non è più il centro del gioco poetico, ma ne è un ingrediente accessorio volto a mettere in evidenza lo spirito irruente del sentimento di chi scrive.
Gaio Elvio Cinna va ricordato come autore di elegie di tipo sia erudito che erotico-sentimentale, grazie all'influenza esercitata su di lui e su Cornelio Gallo dal poeta Partenio di Nicea.
La poesia elegiaca deve moltissimo alla lirica neoterica che mutuò le modalità dell'elegia ellenistica e a Catullo che ne diede saggi di grande raffinatezza formale ed eleganza concisa.
Temi originariamente catulliani sono nell'elegia la rivolta morale, il gusto dell'otium come estraneità all'impegno civile e politico. L'elegia trova in Catullo anche l'abbozzo della nuova forma compositiva (soprattutto nel carme LXVIII, in cui è rilevante l'elemento mitologico). Di questa continuità con la tradizione neoterico-catulliana la stessa poesia elegiaca si mostra più volte apertamente consapevole, rendendo il debito omaggio ai suoi precursori.

### La grande elegia dell'età augustea
(Quintiliano, Inst. X, 10)
La seconda metà del I secolo a.C. è il periodo di massima fioritura dell'elegia, che a Roma assume soprattutto la connotazione di poesia d'amore fortemente soggettiva.

In essa la vita del poeta, tutta dedita all'amore, si configura come servitium, come schiavitù alla domina, capricciosa e infedele. La relazione è fatta di rare gioie e di molte sofferenze (oltre a tradire e ingelosire l'amante, gli si concederà a fatica: è un topos l'innamorato respinto che si duole, di fronte alla porta chiusa, per la crudeltà dell'amata (Paraclausithyron)).

#### Cornelio Gallo
Egli scrisse Amores in quattro libri, in cui cantò la sua passione per Licoride. La sua elegia è debitrice a Partenio di Nicea, non meno che a Euforione di Calcide, per l'ampliamento dell'elegia rispetto al breve giro di versi degli epigrammi, e per l'erudizione geografica e mitologica. All'elegia di Cornelio Gallo si fa risalire la concezione della poesia come forma di corteggiamento in cui la donna amata sia la destinataria privilegiata delle poesie. Tibullo e Virgilio gli tributarono sincero omaggio nelle loro opere dimostrandone l'influenza. Si può considerare intermediario fra i poetae novi e gli elegiaci di età augustea.

#### Albio Tibullo
Albio Tibullo nacque nel 54 a.C. a Gabii, un piccolo paese nel Lazio, in una famiglia equestre molto ricca, andata però successivamente in declino. Entrò molto presto nel circolo letterario di Messalla Corvino, dove strinse amicizia con i maggiori poeti dell'epoca. Amava la vita tranquilla della campagna dov'era nato e cresciuto. Tre sono le donne da lui amate durante la sua vita: Delia, Glìcera e Nemesi.
Il poeta morì pochi mesi dopo Virgilio, nel settembre del 19 a.C.
Più che una raccolta abbiamo una serie di raccolte che tramandateci sotto il suo nome sono in realtà di mani diverse. Di quattro libri sono certamente tibulliani solo i primi due. In essi molte elegie sono dedicate a Delia, donna capricciosa e incline al tradimento. Nel secondo libro il poeta sembra invece aver dimenticato Delia in favore di un'altra protagonista, chiamata Nemesi, figura di cortigiana avida e spregiudicata. Estraneo alla poesia civile che caratterizzava i suoi contemporanei (fu amico di Orazio, ma nella sua poesia non sono mai citati né Augusto né Gaio Cilnio Mecenate). Particolare nell'elegia tibulliana è l'assenza del mito, sostituita dal fascino per il mondo agreste, diverso da quello teocriteo o virgiliano. Un terzo motivo tibulliano è la profonda esecrazione per la guerra e i suoi orrori.
Il terzo libro del Corpus Tibullianum riporta sei componimenti che un misterioso Ligdamo rivolge a Neera. Mentre è normale l'occultamento del nome dell'amata dietro pseudonimi ellenizzanti, è invece anomala la pseudonimia dell'autore. I suoi componimenti sono povera cosa accostati alle elegie tibulliane, in cui l'imitazione letteraria diventa luogo comune. In esse fa capolino l'ossessione funebre che ritroviamo (non è chiaro se prima o dopo) nei Tristia di Ovidio.
Il quarto libro del Corpus Tibullianum oltre a un elogio di Messalla contiene tredici elegie di cui sei (VII-XII) sono un ciclo a sé stante di "biglietti" in distici elegiaci scritti da Sulpicia (nipote di Messalla) a Cerinto (grecizzazione del cognomen latino Cornutus). Esse sono poesie brevi e vibranti di un amore schietto e geloso. Non sussistono motivi né per l'identificazione né per la contraffazione di Sulpicia come autrice delle poesie: nel primo caso avremmo il primo esempio di scrittura letteraria femminile in latino.

#### Properzio
Nei quattro libri di elegie riuniti sotto il titolo di Cynthia, racconta distesamente la progressione di un amore non corrisposto dalla tenerezza alla delusione allo sdegno, al tentativo di ascoltare tutt'altra ispirazione poetica nell'impegno civile (la lode delle gesta di Augusto). Ma dalle elegie del secondo e terzo libro traspare una blanda promessa di un carme lirico in un imprecisato futuro (forse l'impegno fu assolto invece da Orazio con il Carmen Saeculare), e un rifiuto a cantare le gesta del princeps schermendosi di non voler impegnarsi in un compito superiore alle sue forze.
Ma è nel quarto libro, giustamente tramandato sotto il nome di Elegie romane che il pensiero per Cinzia, mai completamente dimenticata, si affaccia fuggevolmente in un contesto che invece vuole celebrare Roma, la città e le sue tradizioni. Il suo disegno, improntato a riscrivere in senso patriottico gli Áitia di Callimaco, anticipa in forma di elegia i Fasti di Ovidio. Ma laddove la trappola della propaganda presagiva una scrittura erudita ed oscura, Properzio assai più di Tibullo esprime un calore e una sincerità di ispirazione che rendono il suo stile un mirabile equilibrio tra epica e poesia didascalica.

#### Ovidio

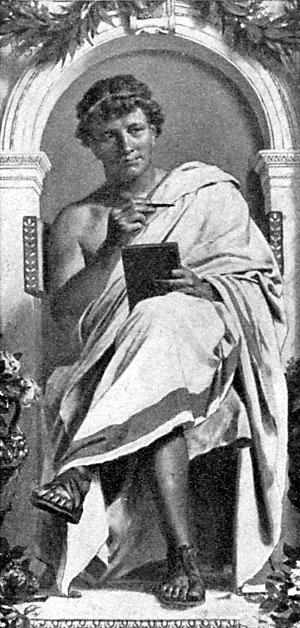
Ritratto immaginario di Ovidio (1905)

Ovidio fu poeta elegiaco in gioventù e in vecchiaia, con intendimenti totalmente distinti. Caratteristica in questo autore è l'adesione sempre parziale al genere dell'elegia erotica dei suoi modelli, in favore di una costante mescolanza e innovazione.
Gli Amores apparentemente non sono dissimili dalle elegie di Tibullo e Properzio, ma l'esperienza autobiografica viene in realtà ulteriormente stilizzata: la figura dell'amata, Corinna, ha una presenza episodica e limitata, senza avere la vitalità o la plausibilità delle altre eroine finora citate. Ne consegue che gli Amores costituiscono una specie di lusus di gioco teatrale e ammiccante, il banco di prova della padronanza stilistica di Ovidio in cui si scoprono i debiti con l'epigramma e con il romanzo greco. La costante eleganza del linguaggio ovidiano gli permette di affrontare anche temi spregiudicati.
Le Heroides sono invece elegie di stampo originalissimo: sono infatti epistole poetiche che amanti tradite inviano ai personaggi mitici che le hanno abbandonate (14 eroine del mito e la poetessa Saffo). Le ultime sei epistole invece sono tre coppie di lettere di scambio epistolare tra amanti tribolati (Paride ed Elena, Leandro ad Ero, Aconzio a Cidippe). L'idea era venuta ad Ovidio dall'elegia IV, 3 di Properzio, in cui Aretusa, moglie di Licota domanda notizie del marito lontano per la guerra; ma mentre Properzio sotto gli pseudonimi vuole adombrare personaggi storici, invece Ovidio ha interessi e fini assai diversi: non a caso dice di sé ignotum hoc aliis ille novavit opus (Ars Am. III, 346) ("egli rinnovò questo genere poetico in maniera imprevista dagli altri"). L'elegia è qui motivata dal luogo comune che dalla poesia greca (da Omero con Circe e Calipso, da Saffo, dalla tragedia greca, da Callimaco) attraversa la poesia latina (il carme LXIV di Catullo e la Didone virgiliana). L'eroina del mito greco è però ulteriormente raffinata dal vaglio delle scuole di retorica in cui Ovidio si è formato: spesso le lettere diventano vere e proprie suasoriae laddove i predecessori avevano riempito le rimostranze di Arianna o di Medea con sdegno e imprecazione.
La terza opera di tipo elegiaco di Ovidio è una sintesi di queste precedenti esperienze: L'Ars amatoria e successivamente i Remedia amoris e i Medicamine faciei. La prima si può definire un poema didascalico di precettistica erotica in tre libri. Il precedente più vicino si può rintracciare in qualche riga di Tibullo e Properzio, ma si può affermare che i contenuti dell'opera sono una vera novità: Nel primo libro si impartiscono consigli per la conquista delle donne, nel secondo si indicano i modi per conservarne l'amore e nel terzo, in una scherzosa palinodia fornisce viceversa insegnamenti alle donne su come sedurre gli uomini. In questa come nelle altre opere l'assolutezza dell'esperienza d'amore viene meno, e anzi in contrasto con le campagne moralizzatrici di Augusto il poeta ora delimita il campo d'azione della sua poesia come luogo di amori libertini ora prende atto che la società romana sta cambiando verso il lusso e il bel vivere rovesciando il mito dell'età dell'oro: aurea sunt vere nunc saecula, (Ars II, 277).
Il ciclo didascalico si conclude con i Remedia amoris che rovesciando alcuni precetti dell'Ars insegna come liberarsi dall'amore. Gian Biagio Conte definisce quest'opera come esito estremo della poesia elegiaca, di cui chiude simbolicamente la breve intensa stagione.
Ma dopo la fulgida carriera come poeta civile il trauma dell'esilio sulle coste del Mar Nero lo riporterà a scrivere elegie, più specificamente elegie epistolari: le Epistulae ex Ponto e i Tristia, come una tragica applicazione di quanto scritto nelle Heroides.
Nei Tristia in cinque libri Ovidio descrive la solitudine, la durezza del clima e la desolazione del presente accompagnata dalla nostalgia del passato. Il II libro della raccolta è costituito da un'unica lunga autodifesa indirizzata ad Augusto.
Nelle Epistulae ex Ponto in quattro libri di cui l'ultimo pubblicato postumo abbiamo invece un'accentuazione del carattere epistolare della raccolta e dei topoi connessi al genere letterario. Costretto a diventare oggetto della sua stessa poesia, a farne davvero l'oggetto totale della sua esistenza, paradossalmente Ovidio scrive i versi più triti e stucchevoli della sua produzione.
A parte si colloca l'ultima opera elegiaca dell'esilio, il poemetto Ibis in poco più di seicento versi: è una monotona serie di maledizioni rivolte a detrattori che in assenza dell'autore ne stavano infangando il nome. L'ispirazione giunge a quest'opera non dalle elegie giovanili o contemporanee, ma dalle Tabellae defixionis tristemente famose durante le guerre civili.
L'Appendix Vergiliana contiene una serie di Elegiae in Maecenatem, commemorazione anacronisticamente attribuita a Virgilio (morto undici anni prima di Mecenate).

### Elegiaci di età imperiale
(Stazio, Sylvae, II, 2, 7-10)
Nel corso dell'alto impero il distico elegiaco è impiegato sempre più spesso per l'epigramma più che per l'elegia, che gradatamente sparisce dalla produzione letteraria dei primi secoli dell'impero in favore di forma prosastiche (storiografia, trattatistica tecnica) o di poesia di più alto registro (epica) adeguata all'encomio dei regnanti di turno.
Data questa premessa non sorprende particolarmente la quasi totale sparizione del genere elegiaco dalla produzione letteraria di età imperiale. In effetti nel corso del II e III secolo la produzione di poesia ricercò atmosfere rarefatte e funambolismi tecnici tipici della corrente dei poetae novelli: in alcuni carmi della Anthologia Latina compaiono distici elegiaci, ma più vicini all'epigramma che all'elegia. Altrettanto dicasi per i distici usati in alcuni degli opuscula di Ausonio o nel Carmen de ave Phoenice.
La produzione poetica di ispirazione cristiana, sorta a partire dal IV secolo, preferì gareggiare con i poeti epici (Commodiano, Giovenco e altri) o lirici (Prudenzio, Paolino di Nola e altri) piuttosto che con gli elegiaci.
Unica eccezione fu forse Orienzio.
Occorrerà attendere il poema di Claudio Rutilio Namaziano per rileggere una vera elegia di raffinatissimo stile classico: egli scrisse il De reditu suo in distici elegiaci, impregnando la poesia della nostalgia non per un amore travagliato, ma per il ricordo della perduta grandezza dell'impero romano che andava sgretolandosi sotto i suoi occhi.

### Elegie neolatine

Ritratto di Baldassarre Castiglione

Nel periodo tra la caduta dell'impero romano e la riscoperta dei classici attuata dagli Umanisti i poeti elegiaci classici furono trasmessi frammentariamente con notevoli danneggiamenti e perdite, con l'importantissima eccezione di Ovidio.
Nel corso dell'Umanesimo diversi autori reinterpretarono sotto forma di poesia strettamente autobiografica l'elegia latina di età classica (soprattutto Tibullo e Ovidio), sentendola adattissima ad esprimere le proprie passioni. Il genere elegiaco fu certamente il più diffuso della poesia neolatina (Antonio Beccadelli detto il Panormita nelle sue elegie simbolicamente chiamò la sua amata Elegia). In ambito italiano vanno ricordate le elegie di Angelo Poliziano (1473) Jacopo Sannazzaro, Giovanni Pontano, Francesco Filelfo (1456?), Marcantonio Aldegati, Fabrizio Genesio, Lorenzo Vitelli, Naldo Naldi, Francesco Maria Molza.
Si riportano due casi rappresentativi della produzione elegiaca umanistica in Europa:
- Il tedesco Petrus Lotichius Secundus compose una raccolta in tre libri rispettivamente di undici, dodici e dieci elegie. Ogni libro è ambientato in un luogo diverso in tre momenti della sua vita: il primo in Germania nord-orientale al tempo della Guerra smalcaldica (1546-47) dove l'autore prestò servizio militare; il secondo nella Francia centrale e meridionale dove fu studente e tutore; il terzo in Italia, dove studiò negli anni 1554-1556 a Padova e Bologna. Tema principale delle sue elegie è la nostalgia del paese d'origine e la nostalgia della pace, gli amores infelici, la peste a Padova, la propria malattia. Il ciclo si chiude con l'agognato rientro in patria dopo duo lustri.
- Parallelamente, sulla scia del modello ovidiano, furono composte a partire dalla seconda metà del XV secolo, delle nuove heroides. Il conte Baldassarre Castiglione nel 1533 pubblicò una lettera in 52 distici in cui con stile mirabilmente ovidiano immagina che la moglie chieda sue notizie dubitando della fedeltà del marito, e si rassicuri all'arrivo di una lettera di rassicurazioni. Per l'autore l'artificio epistolare rende possibile la dichiarazione d'amore di entrambi i coniugi e una commistione tra elegia, fiaba e narrazione; per i destinatari reali della poesia - il Papa e i sodales di Castiglione, la poesia offriva un elogio di Roma e del suo Capo, e rendeva la moglie Ippolita un esempio di amore e fedeltà coniugale.

## Caratteristiche
Il genere elegiaco latino fu codificato nei suoi contenuti e nelle scelte stilistiche dai poeti di età augustea: di questo si rende conto anche per contrasto con gli imitatori successivi.

### Stile
Già i poeti della letteratura latina arcaica, Quinto Ennio nelle Satire o Publio Terenzio Afro nei prologhi delle sue commedie avevano cominciato a scrivere in prima persona: ma fu Gaio Lucilio nelle sue Satire a fare della propria vita il centro delle proprie creazioni. Non è un caso che questo sia avvenuto in un periodo in cui si profilavano le avvisaglie dello scardinamento dell'antico sistema (nel 128 a.C. divamparono i disordini provocati dalle riforme graccane). I poeti della generazione a lui successiva vennero definiti senza mezzi termini novi, cioè rivoluzionari.
Per quanto si dichiari e spesso polemicamente autobiografica, l'elegia augustea tende ad inquadrare le singole esperienze in forme e situazioni tipiche e secondo modalità ricorrenti, creando un universo elegiaco, con ruoli e comportamenti convenzionali, un suo codice etico ed un'ideologia relativa ai suoi valori di base. Infatti, l'elegia è poesia d'amore, perché l'amore è per il poeta elegiaco esperienza unica e assoluta, che riempie l'esistenza e le dà senso; è la "perfetta forma di vita" da lui scelta, che contrappone orgogliosamente agli altri modelli etici.
L'elegia, dichiaratamente ribelle ai valori consolidati della tradizione (mos maiorum), di fatto li recupera e ne resta prigioniera, trasferendoli nel proprio universo. Come già in Catullo, la relazione d'amore, istituzionalmente irregolare (coinvolge solo cortigiane o donne "libere"), tende a configurarsi come legame coniugale, vincolato dalla fides, salvaguardato dalla pudicitia, diffidente della luxuria e delle raffinatezze cittadine.
La poesia romana di questo periodo si pone in competizione con i propri modelli e i poeti non puntano ad una emulazione formale ed espressiva come i poetae novi, ma ad una vera e propria sostituzione ai modelli: per l'elegia questo discorso non si applica, In particolare Tibullo e Sesto Properzio compiono una precisa scelta di poetica, consistente nel rifiuto della poesia elevata (secondo il modulo tradizionale della recusatio, in cui il poeta giustifica tale rifiuto come scelta obbligata, dovuta alla sua incapacità) in favore di una poesia leggera, caratterizzata da toni e contenuti ispirati all'immediatezza della passione.
L'elegia latina si ricollega a quella ellenistica e ne prosegue le tendenze quando ne evolve le forme incrociandola con le convenzioni di altri generi letterari. È questo fattore a rendere complessa l'analisi dell'elegia augustea e a confondere la storia del genere letterario con quella del suo metro, il distico elegiaco, piegato nel tempo a destinazioni molto contrastanti. Il passaggio dalla lirica latina a quella nei diversi linguaggi europee avrebbe definitivamente divaricato la dialettica tra forma e contenuto.

### Edizioni
Più che ad edizioni di testi, si rimanda agli articoli relativi ai singoli autori.

### Studi
- A. Rostagni, L'influenza greca sulle origini dell'elegia latina, «Entretiens sur l'antiquitè classique» II, Ginevra-Vandœuvres, 1956.
- G. Luck, The Latin Love Elegy, Londra, 1959.
- L. Alfonsi, Il problema dell'origine dell'elegia latina, in «Studi Urbinati» 1965, pp. 354 sg.
- M.G.Bonanno, L'allusione necessaria: ricerche intertestuali sulla poesia greca e latina, Roma, Ed. dell'Ateneo, 1990
- Paola Pinotti, L'elegia latina. Storia di una forma poetica, Roma, 2002
- sull'elegia di Lotichius U. Auhagen-E.Schäfer (a cura di), Lotichius und die römische Elegie, Tübingen, 2001